# Das Traumhotel – Karibik
Karibik ist der Titel eines deutsch-österreichischen Liebesfilms aus dem Jahr 2008. Der Fernsehfilm ist der neunte Teil der Filmreihe Das Traumhotel.

## Handlung
Generalmanager Markus Winter reist in die Dominikanische Republik, um das dortige Luxushotel  seiner Siethoff-Gruppe zu besuchen. Hier trifft auch Markus‘ Patensohn Sebastian Sellmann ein, der seinem bestimmenden und strengen Vater, dem Geschäftsmann Dr. Norbert Sellmann, entfliehen und eigene Wege gehen möchte. Sebastian erhält von Markus einen Job im Hotel und erweist sich bald als talentierter Eventmanager. Er knüpft zarte Bande zu der einheimischen Sängerin Maria und verlebt romantische Tage mit ihr. Die Beziehung wird auf eine Probe gestellt, als Sebastian erfährt, dass Maria eine einfache Zigarrendreherin ist und nicht das wohlhabende Mädchen, das sie ihm vorgespielt hat. Enttäuscht möchte er mit seinem inzwischen angereisten Vater die Dominikanische Republik wieder verlassen. Markus gelingt es jedoch, den Vertrauensbruch zwischen Maria und Sebastian zu kitten und den jungen Mann für sein Hotel zu erhalten.
Auch Martha Seliger und ihre kleine Enkelin Eva befinden sich im Traumhotel. Martha vertritt ihre unpässliche Tochter und fühlt sich so fern von daheim mehr als unsicher. Dagegen findet sich Eva schnell mit der neuen Umgebung zurecht und befreundet sich mit Leonel, dem Sohn eines einheimischen Fischers. Dieser entwendet bei einer günstigen Gelegenheit Marthas Geld, um seiner in Not geratenen Familie zu helfen. Gemeinsam kümmern sich Markus und Martha um Leonels Familie, als ihnen deren Situation bekannt wird.
Der alternde Ferry möchte mit seiner jungen Freundin Daniela eine erholsame Zeit in der Dominikanischen Republik verbringen. Ferry hat auch Danielas Mutter Gabriele auf den Trip mit eingeladen. Ferry und Daniela stellen bald fest, dass ihre Interessen altersbedingt nicht unbedingt zueinander passen. Jedoch versteht sich Ferry mit Gabriele immer besser und Daniela tut ihr Möglichstes, um die Mutter glücklich zu machen.

## Produktion
Das Traumhotel – Karibik wurde vom 14. Februar bis zum 15. März 2007 in der Dominikanischen Republik gedreht. Die Kostüme schuf Christoph Birkner, das Szenenbild stammt von Walter Dreier. Der Film erlebte seine Premiere am 11. Januar 2008 im Ersten.

## Kritik
Die bezüglich des Traumhotels durchgehend negative Kritik von TV Spielfilm tituliert die Episode Karibik mit „Unsäglicher Hochglanz-Schmonzes“, die „Kitsch an der Schmerzgrenze für die Zuschauer“ biete.